# Islam in Tibet

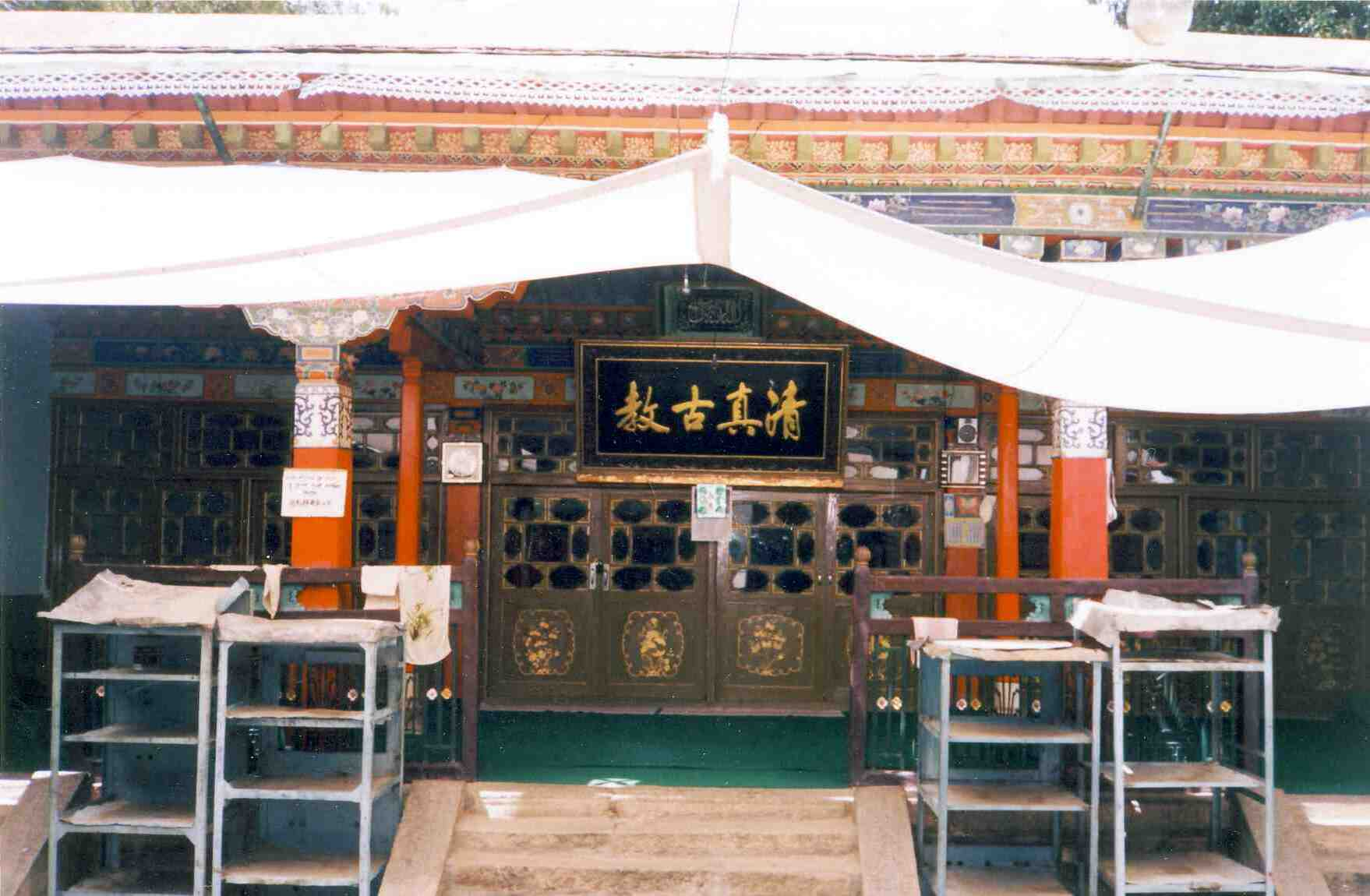
Ingang vd oude moskee in Lhasa

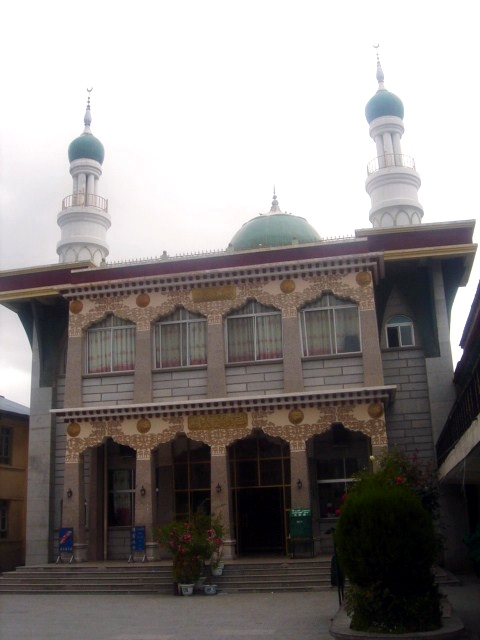
Tibetaanse moskee in Lhasa

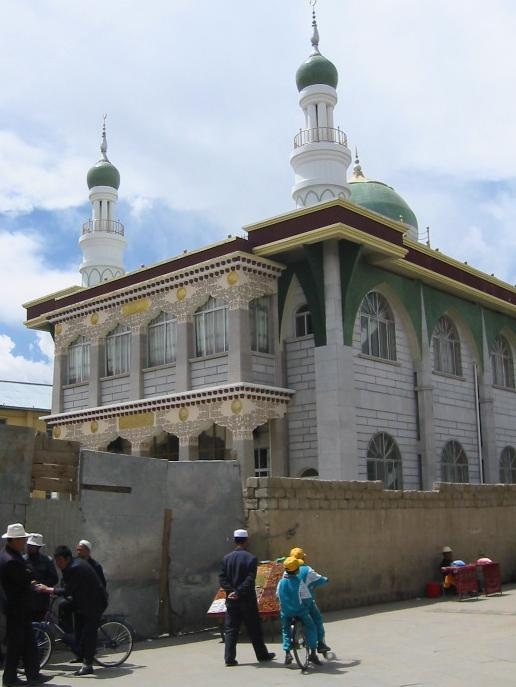
Tibetaanse moskee in Lhasa

De islam in Tibet is een van de drie religieuze tradities van de Tibetanen, waarbij de andere twee de bön en voor het grootste deel het Tibetaans boeddhisme is.

## Oorsprong
De oorsprong van de moslims in Tibet gaat terug naar de komst van de eerste islamitische veroveraars naar Indostan (India, Bangladesh, Pakistan, Bhutan, Nepal, Sri Lanka en de Maldiven) tijdens het kalifaat van de Omajjaden (6e-7e eeuw). Hoewel deze Tibet nooit veroverden, zonden ze wel missies uit met islamitische geestelijken.
Het grootste deel van de instroom van moslims vond echter in de 17e eeuw plaats. Deze moslims worden in het Tibetaans de Habaling Khache genoemd, waarbij Khache mogelijk afgeleid is van Kasjmir.
Omdat veelal mannen van Arabische en Perzische herkomst met Tibetaanse vrouwen trouwden, hebben Khache gewoonlijk Arabische achternamen en Tibetaanse voornamen.
In het Lhasa van voor 1959 woonden naar schatting 3000 Habaling Khache. Begin 21e eeuw zou dat aantal 2000 zijn.. De meerderheid van de moslims in Tibet begin 21e eeuw zijn Hui en andere Chinese moslims. De Moslimminderheid van Lhasa gaat terug tot de 16de eeuw, toen de zogenaamde 'moslim kashmiris'(handelaars) uit Kashmir en Ladakh zich in Tibet kwamen vestigen.

## Positie in Tibet
Tibet had een theocratische regering en de Tibetaanse samenleving was diepreligieus. Toch werden de Tibetaanse moslims tijdens de regering van historisch Tibet niet vervolgd en genoten ze zelfs speciale rechten. Volgens tibetoloog Alexander Berzin gaf de dalai lama zelf opdracht tot de bouw van moskeeën en werd dit gefinancierd door de Tibetaanse staat. De meeste moskeeën bevinden zich in de hoofdstad Lhasa.
Khache hadden eigen slagerijen. Ze spreken in het algemeen Tibetaans en gebruiken het Arabisch of het Urdu voor religieuze diensten.
Door de vlucht van de kache naar het Chinese militaire kwartier tijdens de opstand in Tibet van 1959 en de steun tijdens de hevige rellen van jonge kache aan de Chinese militairen, werden ze later beloond door de Chinese autoriteiten in Lhasa. Ze benoemden kache op verschillende posten. Deze posten waren niet alleen voor jongere en goed opgeleide kache weggelegd, maar ook oudere kache kregen deze posten toegewezen.
Deze bevoordeelde positie was echter van tijdelijke aard. Tijdens de Culturele Revolutie hadden religieuze moslims net als boeddhistische monniken sterk te lijden onder de religieuze en politieke onderdrukking en werd hun vrijheid van godsdienst ernstig beknot.
Sinds de dood van Mao Zedong bestaat er in China min of meer een vrijheid van godsdienst. Moskeeën worden gerestoreerd of opnieuw gebouwd.

## Indiase nationaliteit
De naamgeving van Khache voor Tibetaanse moslims leidde er in de Tibetaanse diaspora in India toe dat ze vanwege hun meer dan een millennium oude Kasjmiri achtergrond werden gerekend tot de Indiase nationaliteit, met bijbehorend paspoort. Dit in tegenstelling tot de Tibetaanse boeddhisten en bön-aanhangers die een vluchtelingenstatus kregen.